# Iglesia de Santa María (Villanueva)
La iglesia de Santa María de Villanueva está situada en la localidad de Villanueva en el concejo asturiano de Teverga (España).

## Historia
Los primeros documentos escritos que mencionan a la iglesia son de la segunda mitad del siglo X, estos documentos son el testamento de la condesa Aldoncia en los que dona una serie de bienes al monasterio de Santa María de Villanueva.
Gracias a la datación que nos indica el testamento de la condesa se puede asegurar que el edificio actual, al pertenecer al románico, se sabe que es otro diferente al de su creación.
La iglesia fue declarada monumento Nacional en 1921.

## Arquitectura
El edificio tiene planta basilical con tres naves que corresponden a las diferentes etapas del arte románico. Así la primera nave está separada por columnas de acuerdo con el primer románico o románico primitivo. La segunda y tercera nave están separadas por pilares cruciformes que corresponden al denominado románico pleno.

### Ornamentación
La iglesia posee un conjunto de capiteles de gran calidad que relatan diferentes pasajes de la Biblia.
Cabe destacar una pila bautismal en el interior.

## Galería

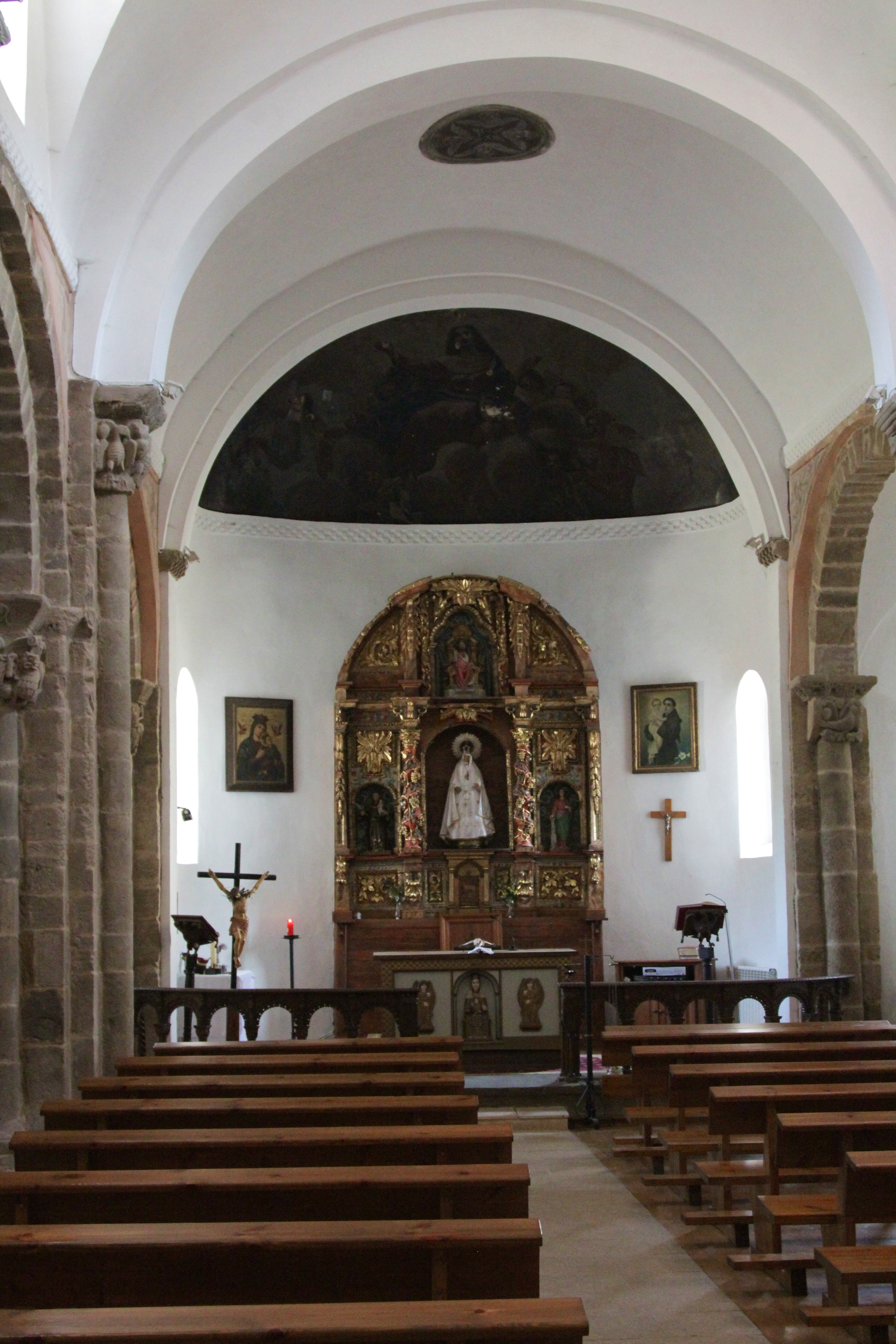
Iglesia de Santa María (Villanueva)
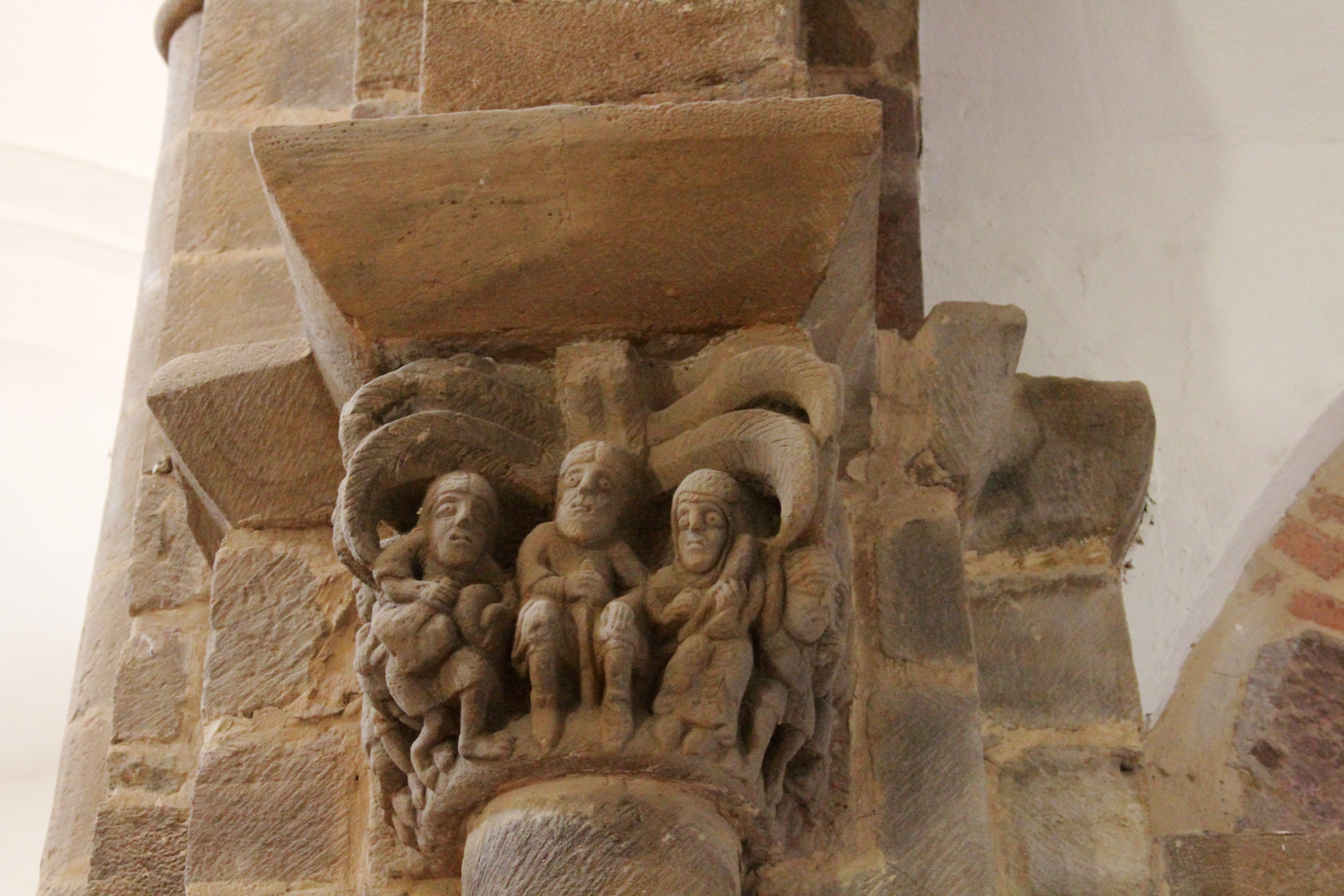
Iglesia de Santa María (Villanueva)
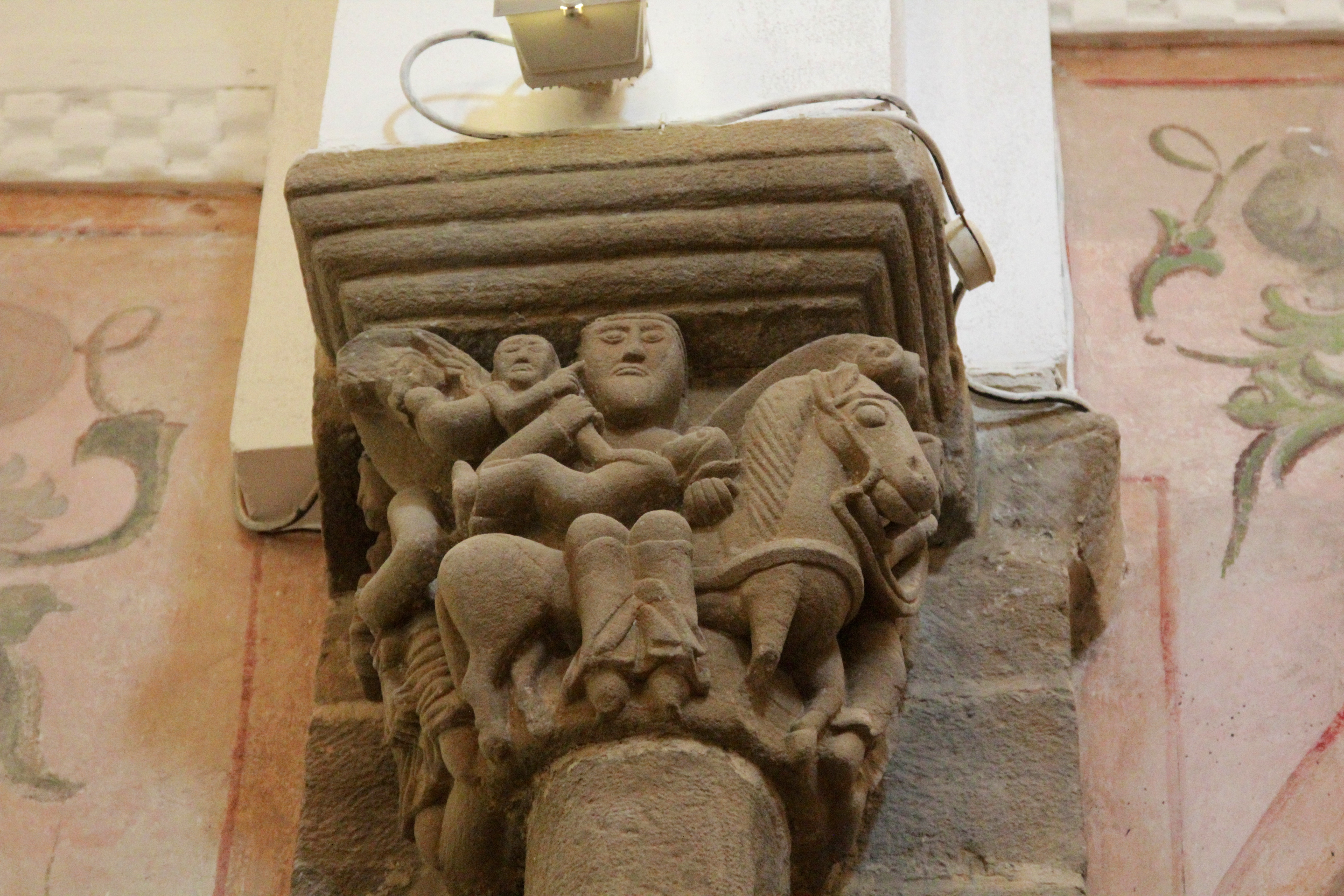
Iglesia de Santa María (Villanueva)
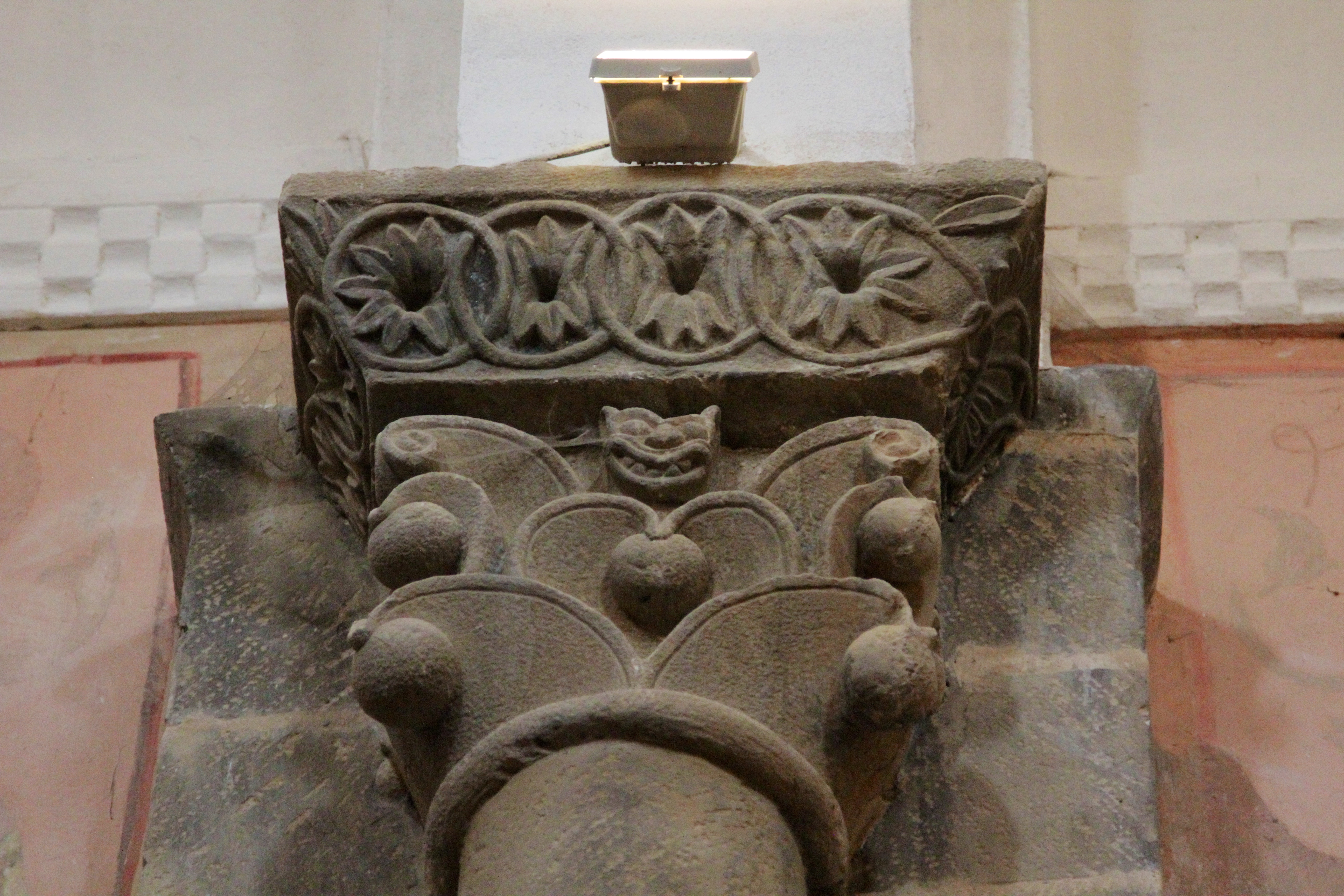
Iglesia de Santa María (Villanueva)
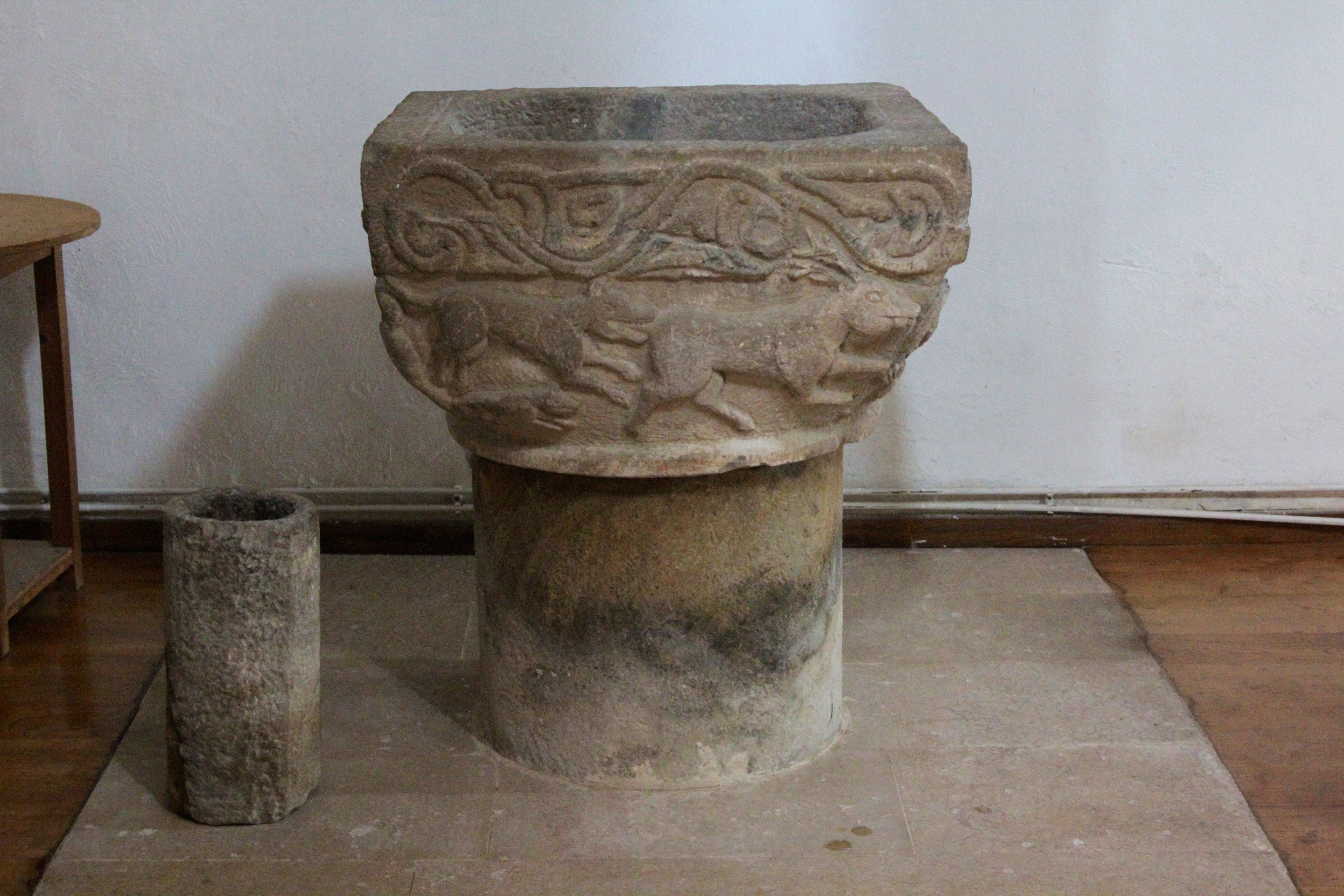
Iglesia de Santa María (Villanueva)
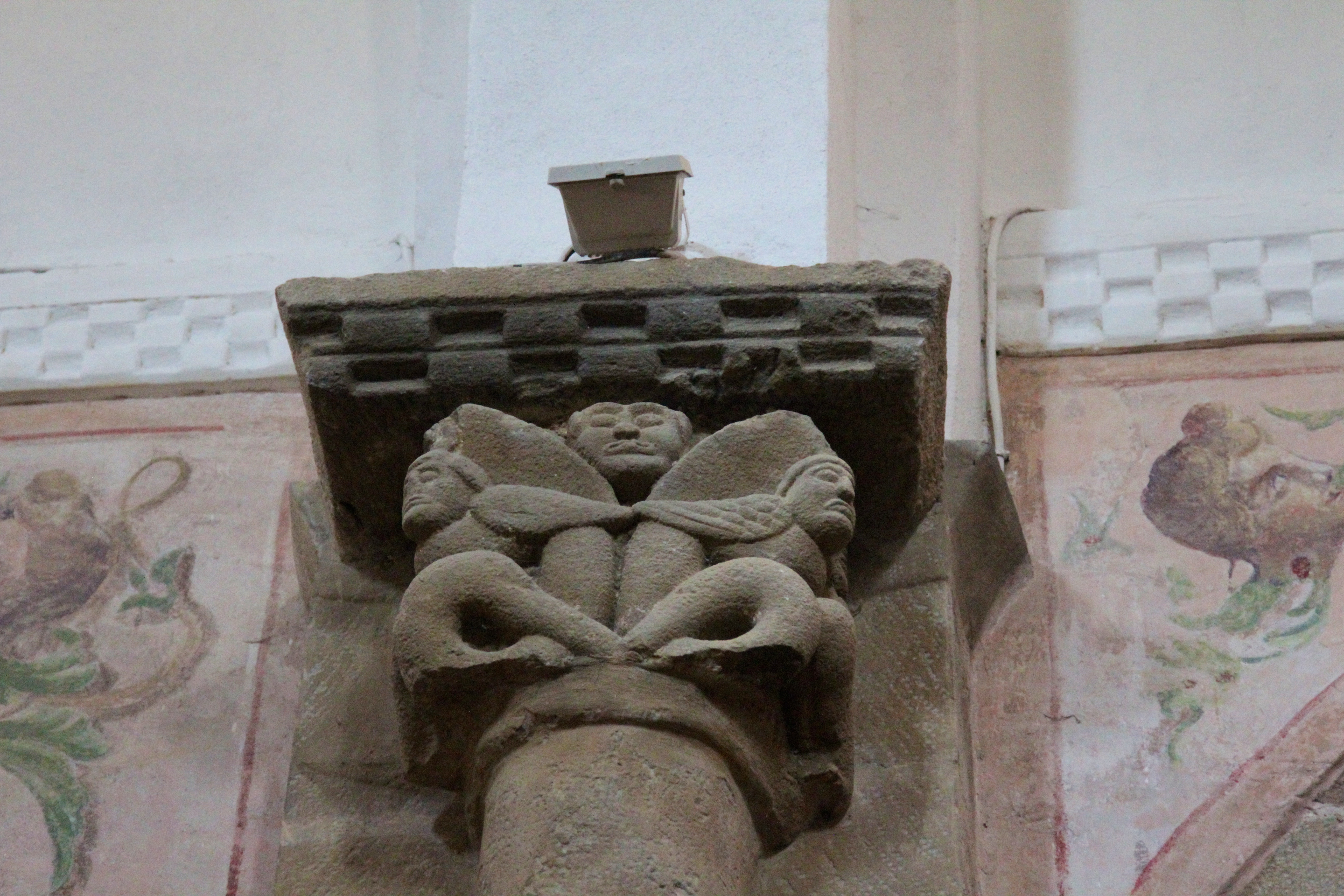
Iglesia de Santa María (Villanueva)
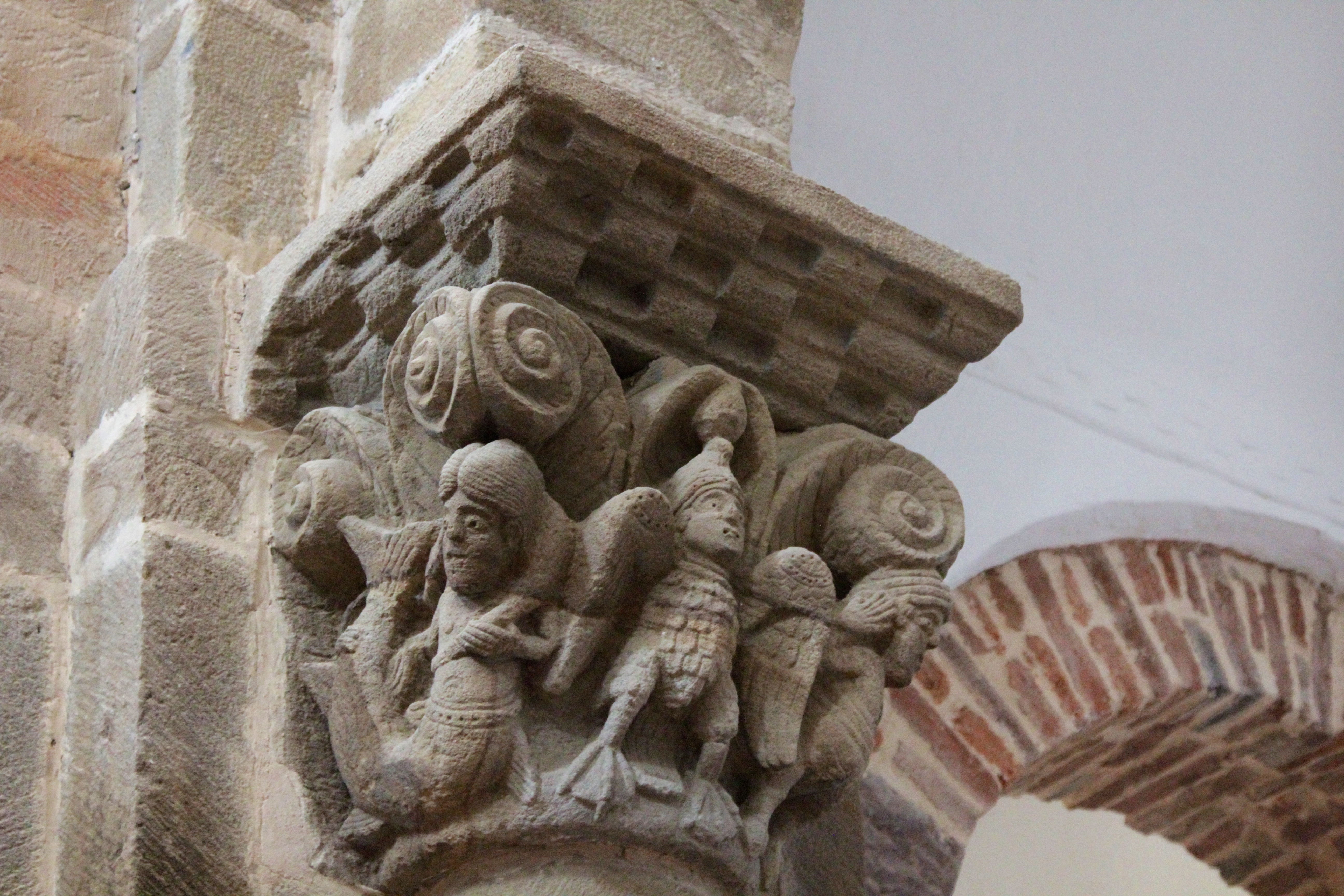
Iglesia de Santa María (Villanueva)
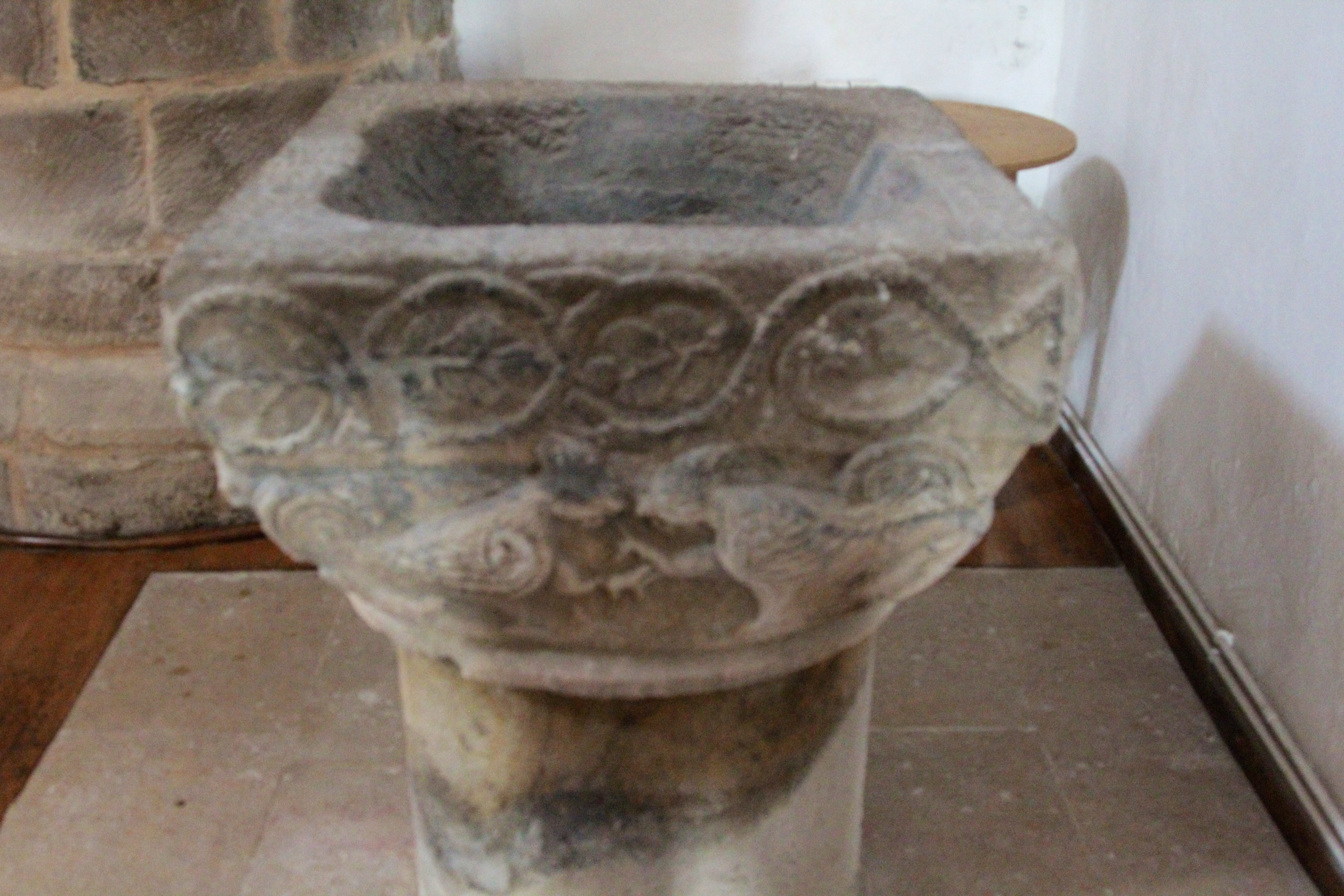
Iglesia de Santa María (Villanueva)
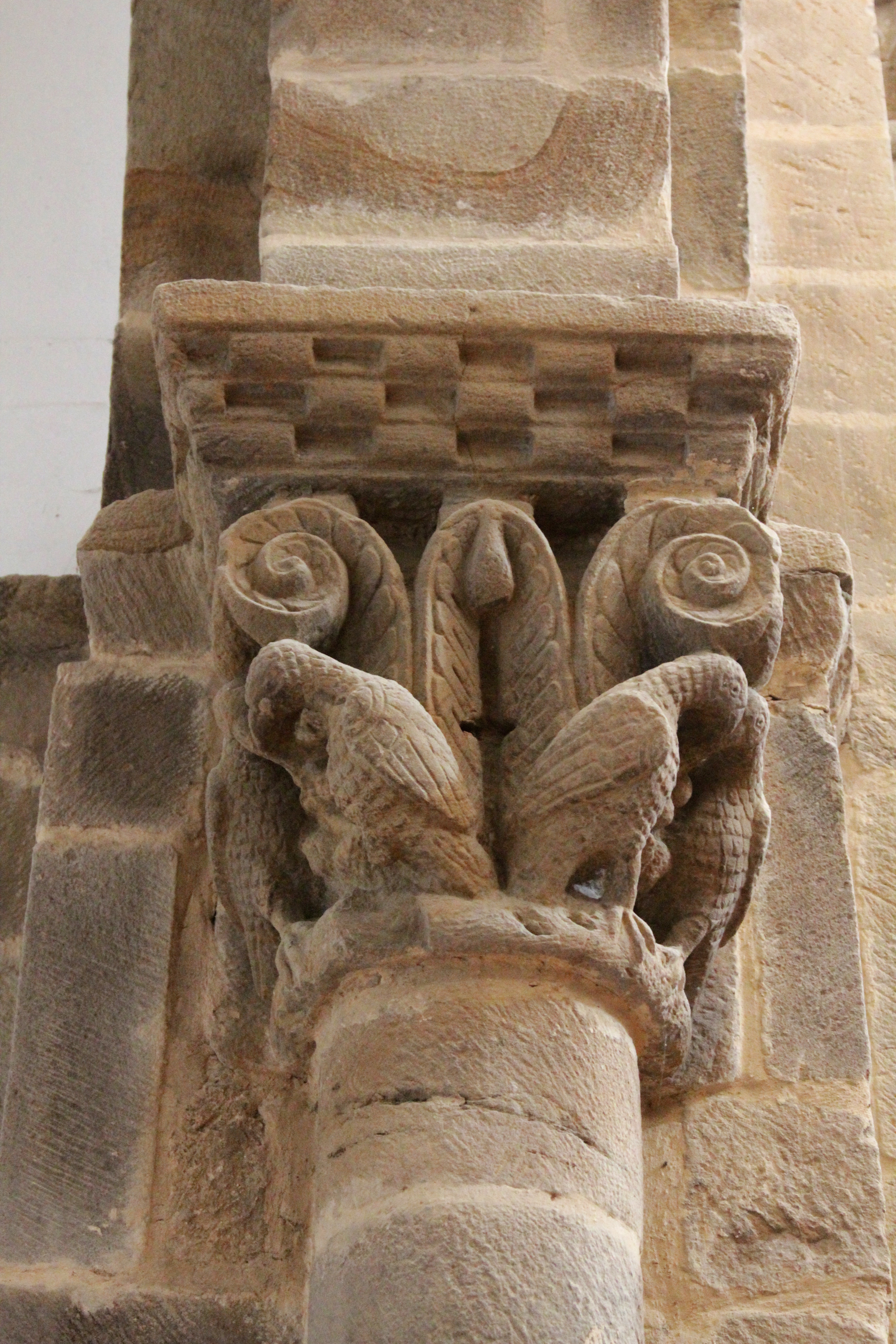
Iglesia de Santa María (Villanueva)
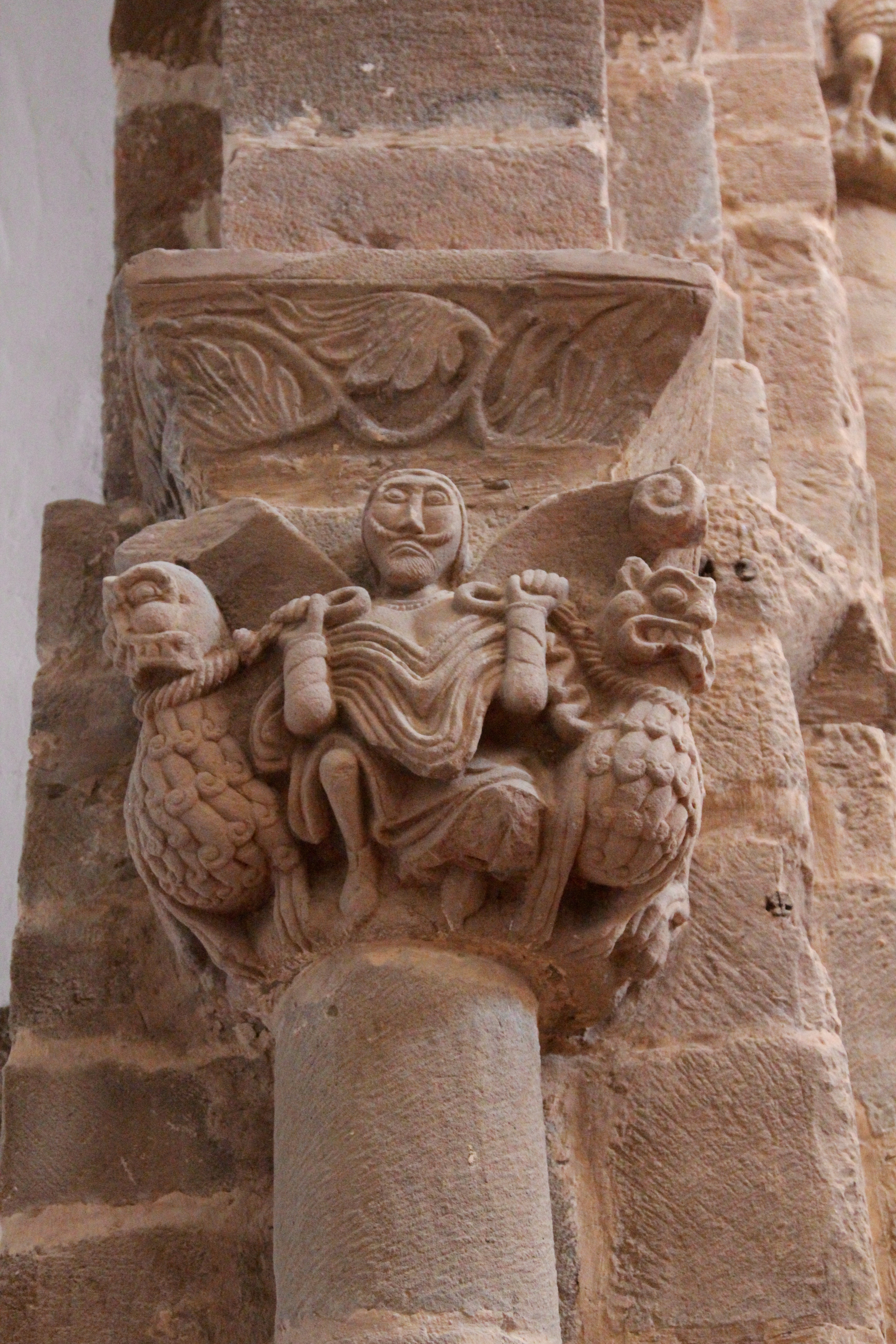
Iglesia de Santa María (Villanueva)
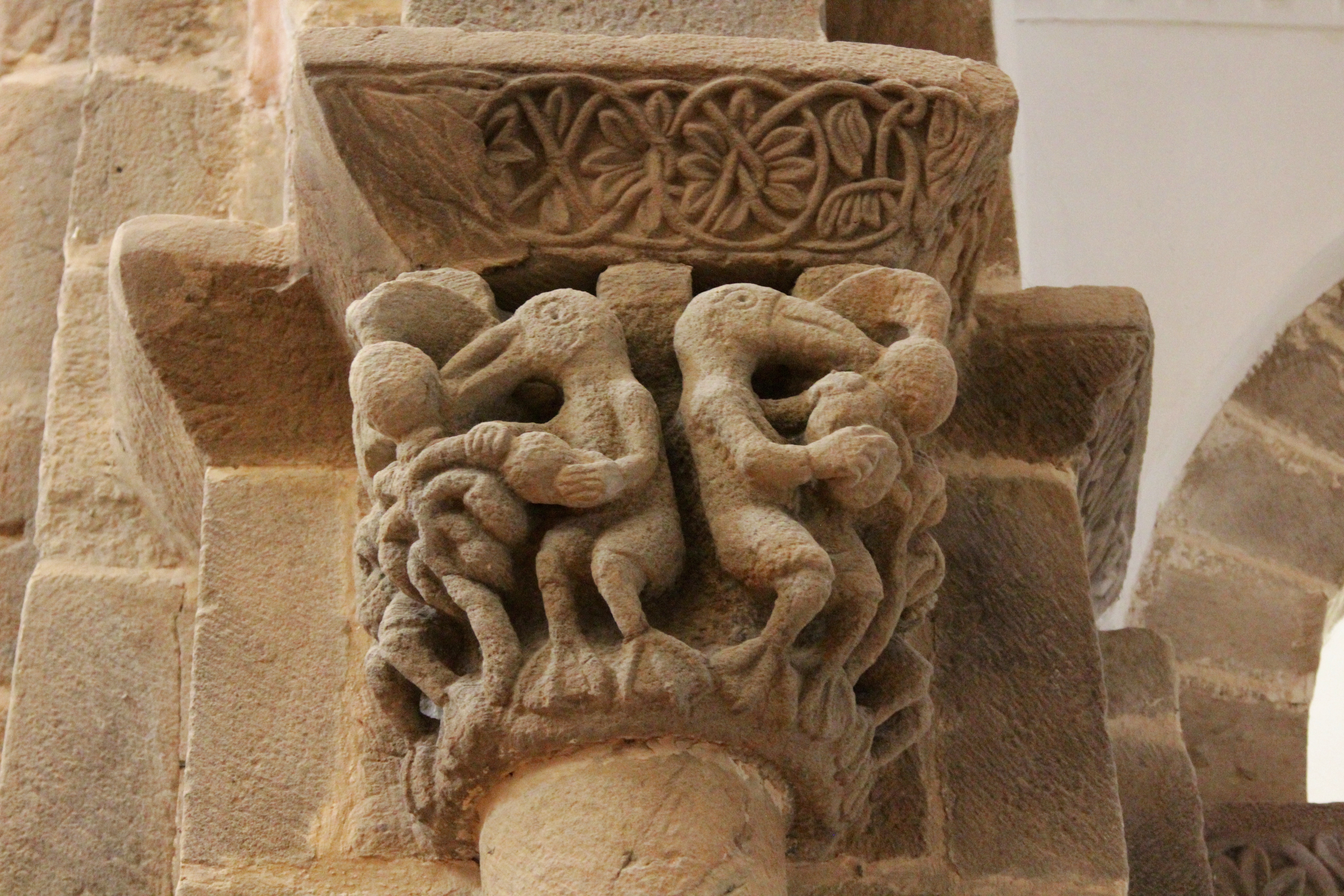
Iglesia de Santa María (Villanueva)
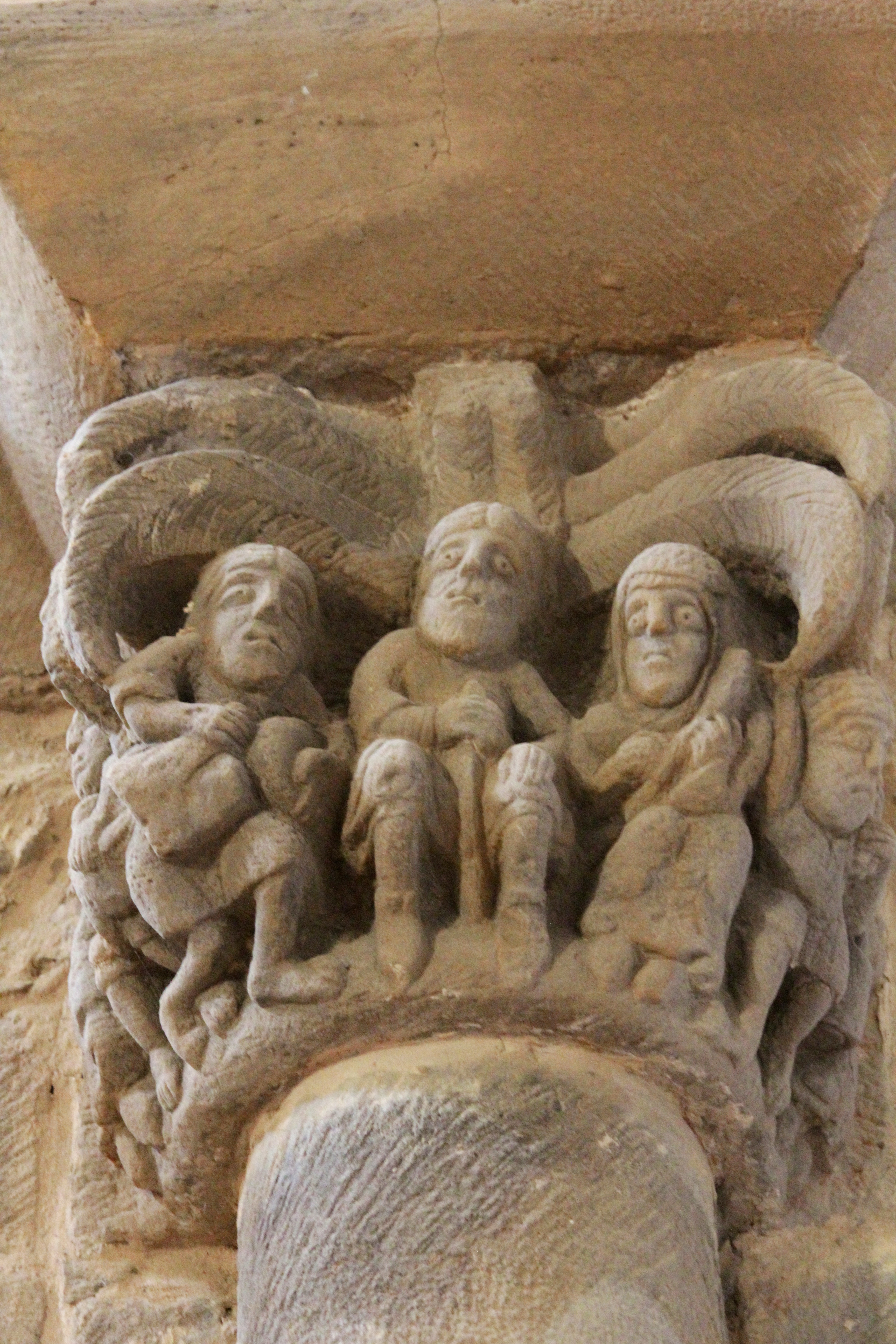
Iglesia de Santa María (Villanueva)